# チャールズ・コートニー・カラン
チャールズ・コートニー・カラン（Charles Courtney Curran、1861年2月13日 - 1942年11月9日）はアメリカ合衆国の画家である。女性を描いた作品で知られる。

## 略歴
ケンタッキー州のハートフォードに生まれた。父親は教師で、南北戦争開始後にオハイオ州に移り、後にエリー湖畔のサンダスキー（Sandusky）に住んだ。早くから美術に興味と才能を示し、1881年にシンシナティのマクミッケン・スクール（後のシンシナティ芸術アカデミー:Art Academy of Cincinnati）に入学し、1年後にはニューヨークに出て、1887年まで、ナショナル・アカデミー・オブ・デザインやアート・スチューデンツ・リーグで学んだ。1888年のナショナル・アカデミー・オブ・デザインの展覧会でハルガルテン賞(Julius Hallgarten Prize)に入賞した。1888年にはナショナル・アカデミー・オブ・デザインの準会員となった。この頃結婚し、夫妻でパリに渡り、アカデミー・ジュリアンに入学しジャン＝ジョセフ・バンジャマン＝コンスタン、アンリ＝リュシアン・ドゥセ、ジュール・ジョゼフ・ルフェーブルに学んだ。1890年のサロン・ド・パリに出展し高く評価された。1889年のパリ万国博覧会の展覧会にも出展した。
1891年にアメリカに帰国した後はプラット・インスティテュートやクーパー・ユニオン、ナショナル・アカデミー・オブ・デザインで教えた。夏はエドワード・ラムソン・ヘンリーらの多くの芸術家が集まったニューヨーク州アルスター郡のシャワンガンク山地の町、Cragsmoorで過ごした。

## 作品

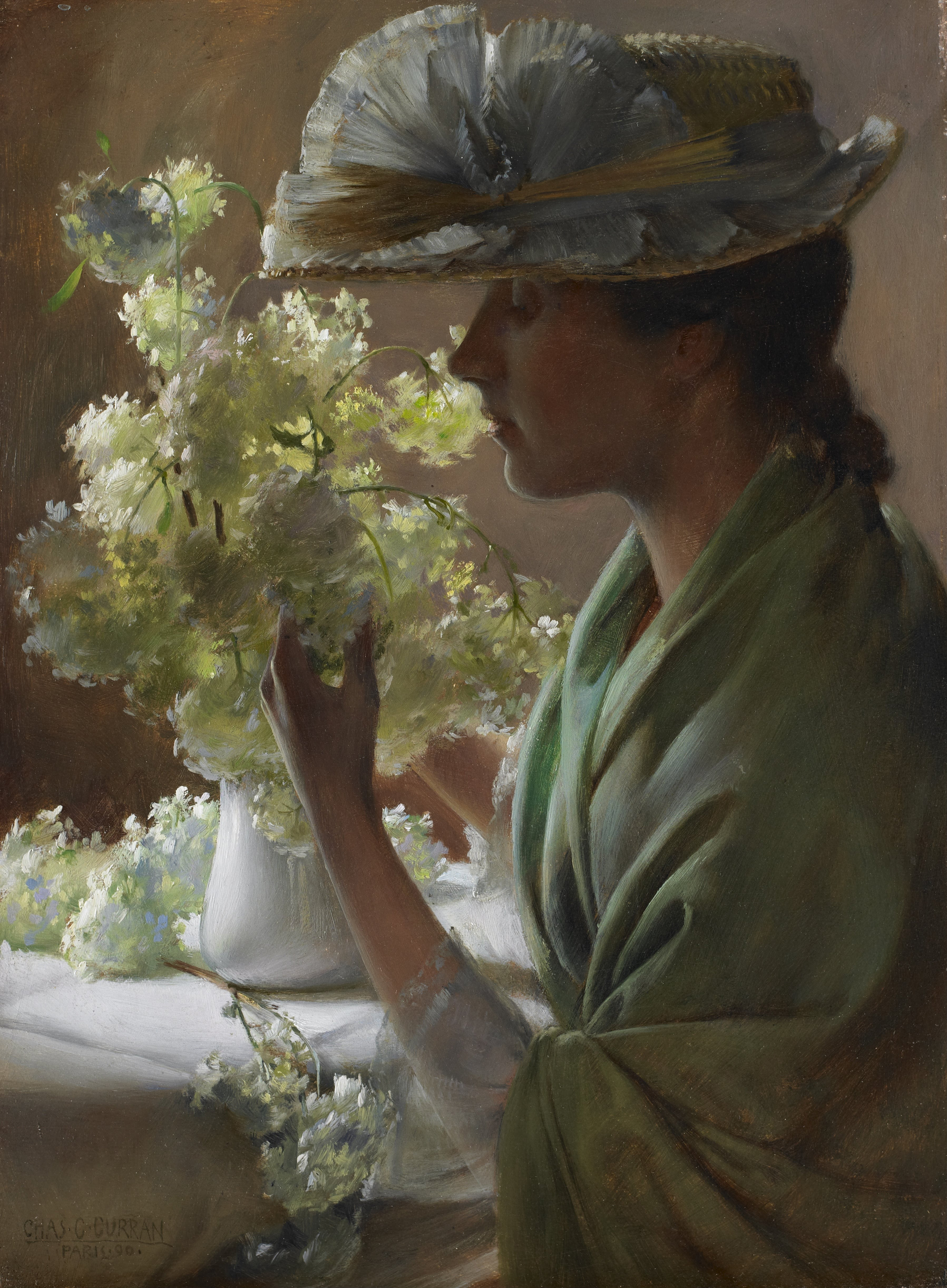
「ブーケと婦人」 (1890)""
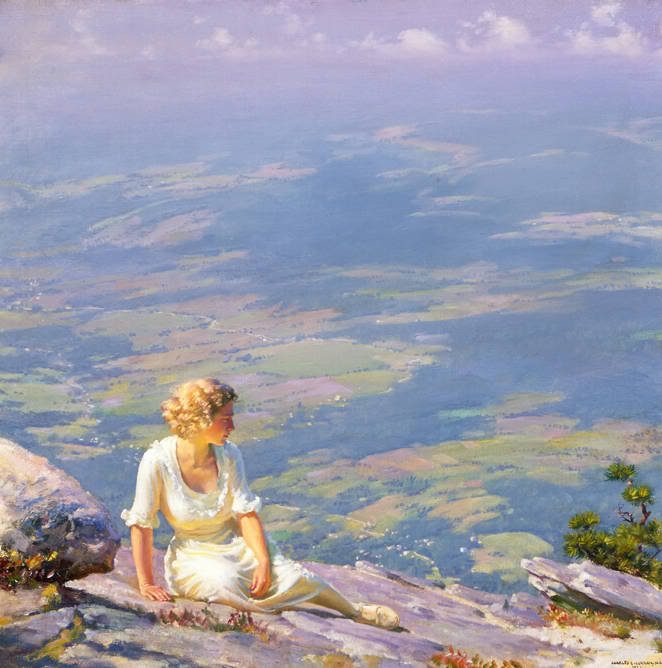
"Sunshine and Haze" (1915)
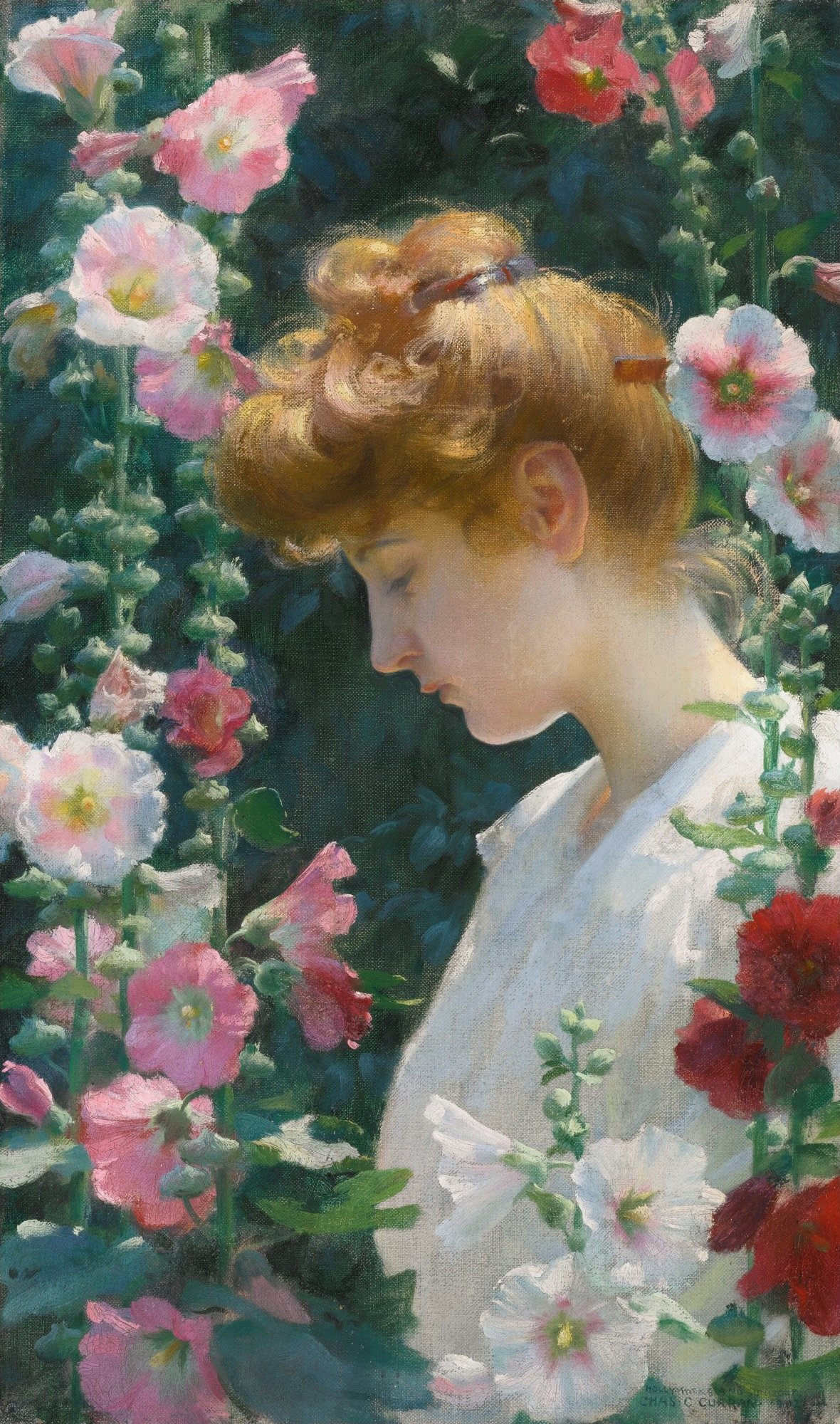
「ホリホックと陽光」 (1902)
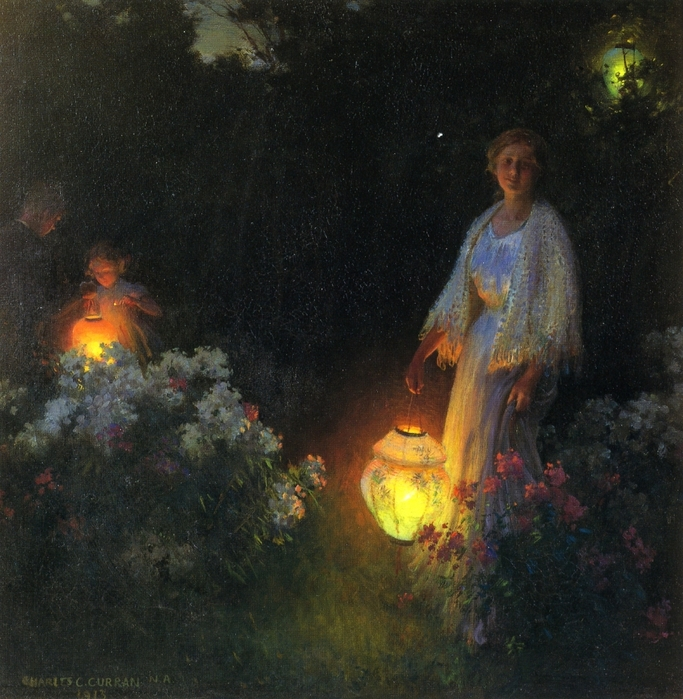
「提灯」(c.1910)